# Реслманія XV
«Реслманія» (англ. «WrestleMania», в хронології відома як «Реслманія XV») — п'ятнадцята Реслманія в історії. Шоу проходило 28 березня 1999 року у Філадельфії в Першій Об'єднаній Арені. Це була перша Реслманія на якій перед шоу відбулася «Королівська Битва».
Це була перша Реслманія на якій відбувся Матч «Пекло в Клітці».
Шоу коментували  Майкл Коул і Джеррі «Король» Лоулер. Джим Росс замінив Коула на Головній події.
Boyz II Men виконали перед шоу «America the Beautiful».
Реслманія XV стала першою РеслМанією на якій був матч за Титул  хардкорного Чемпіона WWF.